# The Headless Children
| 전문가 평가                      | 전문가 평가 |
| 평가 점수                        | 평가 점수   |
| 출처                             | 점수        |
| -------------------------------- | ----------- |
| AllMusic                         | [ 1 ]       |
| CD Review                        | 6/10 & 6/10 |
| Collector's Guide to Heavy Metal | 7/10        |
| Rock Hard                        | 7.0/10      |

《The Headless Children》은 미국의 헤비 메탈 밴드 W.A.S.P.의 네 번째 스튜디오 음반으로, 1989년 4월, 캐피틀 레코드를 통해 발매되었다. 이 음반은 미국 빌보드 200 차트에서 48위를 기록하며, 밴드 역사상 가장 높은 순위를 기록했고, 13주 동안 차트에 머물렀다. 이 음반은 W.A.S.P.가 1990년에 일시적으로 해체하기 전 마지막으로 발표한 작품이며, 밴드는 2년 후인 1992년 《The Crimson Idol》을 통해 재결성되었다.

## 배경
《The Headless Children》은 헤비 메탈 밴드 W.A.S.P.의 성숙한 면모를 보여주는 음반으로, 이전 세 장의 음반에 담긴 전형적으로 외설적인 "로큰롤" 가사와는 차별된다. 이번 음반에서는 정치와 사회 문제를 주제로 한 내용이 전반에 걸쳐 나타난다. 음반의 커버 아트는 존 코시가 디자인하고 일러스트를 그렸으며, 대니얼 R. 피츠패트릭의 만화 《Gateway to Stalingrad》를 바탕으로 만들어졌다. 이 그림에는 이오시프 스탈린, 아돌프 히틀러, 하인리히 힘러, 베니토 무솔리니, 찰스 맨슨, 짐 존스, 이디 아민, 폴 포트, 알 카포네, 쿠 클럭스 클랜(KKK) 등 여러 역사적 인물들이 등장하며, 전경에는 잭 루비가 리 하비 오스월드를 총격하는 장면이 크게 묘사되어 있다. 이후 발매된 판본들에서는 루홀라 호메이니를 포함한 몇몇 인물들이 제거되고, 추가적인 KKK 구성원들로 대체되었다.
《The Headless Children》은 전 콰이어트 라이엇 출신 드러머 프랭키 바날리가 참여한 첫 W.A.S.P. 음반이며, 기타리스트 크리스 홈즈가 이후 6년간 밴드를 떠나기 전 마지막으로 참여한 스튜디오 음반이다. 그는 1995년 말 밴드에 복귀해 《Kill Fuck Die》의 녹음에 참여했다. 또한 이 음반은 베이시스트 조니 로드가 참여한 마지막 음반이기도 하다. 1990년, 홈즈와 로드가 탈퇴한 뒤 W.A.S.P.는 해체를 결정했지만, 약 1년 후 블래키 롤리스와 바날리만을 중심으로 다시 활동을 시작했다. 이는 《The Crimson Idol》이 원래 롤리스의 솔로 음반으로 계획되었지만, 최종적으로 W.A.S.P. 이름으로 발매되었기 때문이다.
〈The Real Me〉는 W.A.S.P.가 《The Headless Children》 음반에 수록하며 커버한 두 곡 중 하나로, 다른 한 곡은 제쓰로 툴의 〈Locomotive Breath〉로, 이는 싱글 〈Mean Man〉의 B-사이드로 발매되었다. 그러나 이 두 곡 중 실제 음반에 수록된 곡은 〈The Real Me〉뿐이다. 이 곡은 더 후의 피트 타운젠드가 작곡한 것으로, 고전 록 오페라 음반 《Quadrophenia》에 수록된 곡이다.

## 곡 목록
모든 곡들은 특별한 언급이 없는 한 블래키 롤리스에 의해 작사/작곡하였다.
| #   | 제목                             | 작사·작곡           | 재생 시간 |
| --- | -------------------------------- | ------------------- | --------- |
| 1.  | 〈The Heretic (The Lost Child)〉 | 롤리스, 크리스 홈즈 | 7:16      |
| 2.  | 〈The Real Me〉 (더 후 커버)     | 피트 타운젠드       | 3:21      |
| 3.  | 〈The Headless Children〉        |                     | 5:47      |
| 4.  | 〈Thunderhead〉                  | 롤리스, 홈즈        | 6:45      |
| 5.  | 〈Mean Man〉                     |                     | 4:50      |
| 6.  | 〈The Neutron Bomber〉           |                     | 4:03      |
| 7.  | 〈Mephisto Waltz〉               |                     | 1:27      |
| 8.  | 〈Forever Free〉                 |                     | 5:09      |
| 9.  | 〈Maneater〉                     |                     | 4:46      |
| 10. | 〈Rebel in the F.D.G.〉          |                     | 5:08      |

## 인증
| 국가                       | 인증 | 판매량/출하량 |
| -------------------------- | ---- | ------------- |
| 영국 (BPI)                 | 골드 | 100,000^      |
| ^출하량을 기반으로 한 인증 |      |               |